# Аркін Юхим Аронович
Юхим Аронович Аркін (нар. 1 (13) січня 1873, Пінськ — 31 січня 1948, Москва) — радянський лікар-психолог, педагог. Доктор педагогічних наук, професор. Дійсний член Академії педагогічних наук Російської РФСР.

## Походження та навчання
Юхим Аркін народився в Пінську. Закінчив 2-у Київську гімназію із золотою медаллю і медичний факультет Київського університету у 1898 році.

## Трудова діяльність
У 1903 році він вдосконалювався як дитячий лікар в Швейцарії. Під час російсько-японської війни служив військовим лікарем на Далекому Сході, був головою товариств, комітету з надання допомоги дітям біженців. З 1906 року — в Москві. У роки Першої світової війни — завідувач Московським міським солдатським лазаретом; організував допомогу дітям біженців. У 1924 році організував і очолив першу в країні кафедру дошкільної педагогіки у 2-му МДУ.

## Наукова діяльність
Юхим Аркін — основоположник вчення про лікарську патологію. Він уперше у світовій літературі в 1901 році описав ознаки лікарської хвороби і запропонував цей термін для позначення її як самостійної нозологічної форми. Розробляв теоретичні основи виховання дітей у дошкільних установах.